# モンテ・マレンツォ
モンテ・マレンツォ（伊: Monte Marenzo）は、イタリア共和国ロンバルディア州レッコ県にある、人口約1,900人の基礎自治体（コムーネ）。

## 地理

### 位置・広がり
レッコ県南東部のコムーネ。県都レッコから南南東へ11km、ベルガモから西北西へ19km、州都ミラノから北北東へ40kmの距離にある。

#### 隣接コムーネ
隣接するコムーネは以下の通り。括弧内のBGはベルガモ県所属を示す。
- ブリーヴィオ
- カロルツィオコルテ
- チザーノ・ベルガマスコ (BG)
- トッレ・デ・ブージ (BG)

### 気候分類・地震分類
気候分類では、zona E, 2694 GGに分類される。
また、イタリアの地震リスク階級 (it) では、zona 3 (sismicità bassa) に分類される。

## 行政

### 山岳部共同体
レッコ県とベルガモ県にまたがる広域自治体「ラーリオ・オリエターレ＝ヴァッレ・サン・マルティノ山岳部共同体」  (it:Comunità montana Lario Orientale - Valle San Martino)  （事務所所在地: ガルビアーテ）を構成する自治体のひとつである。